# Bapunu

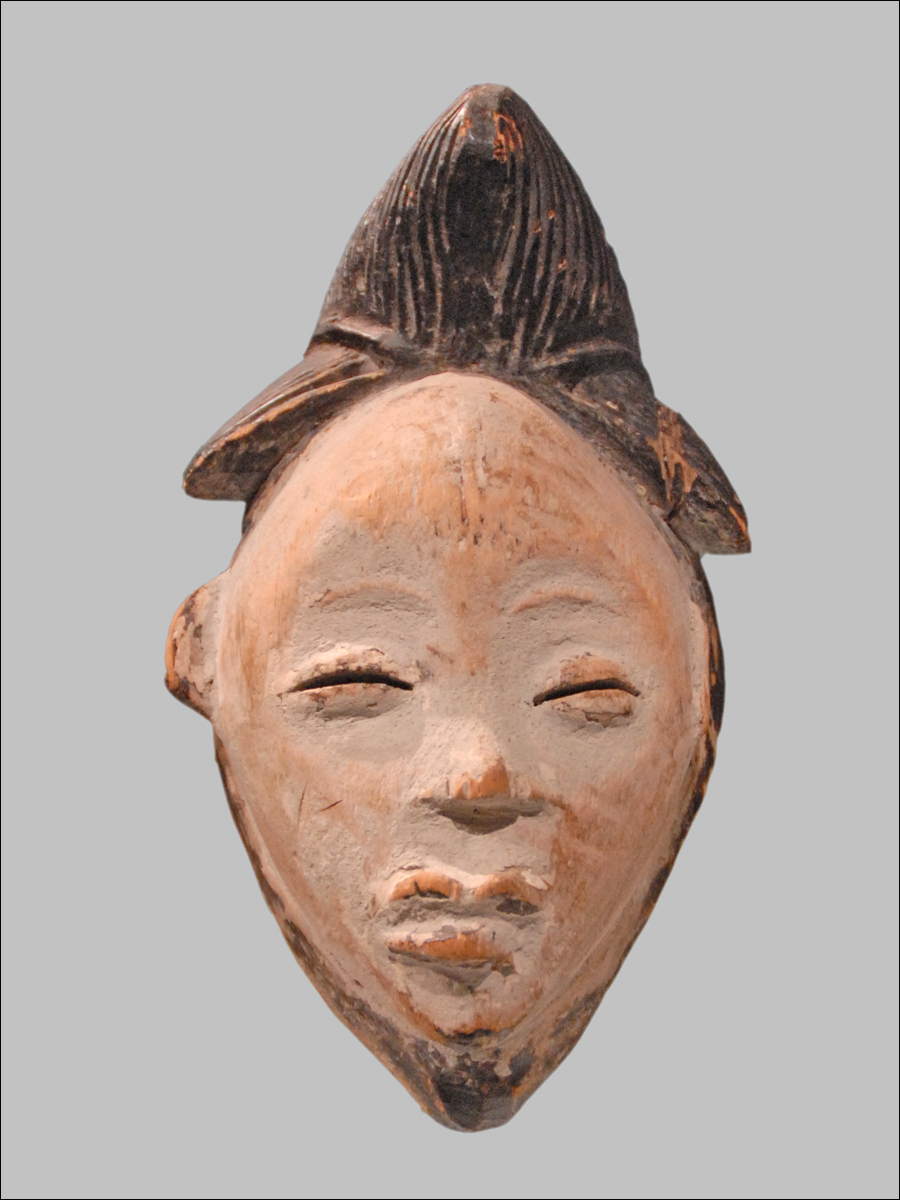
Anthromorphe Gesichtsmaske der Punu

Die Punu (Eigenbezeichnung Bapunu, Mehrzahl von Mupunu) sind ein Volk Südgabuns, welches auch in Kongo-Brazzaville in der Region Niari lebt.
Die Punu migrierten im 18. Jahrhundert vom Nordwesten aus in das Becken von Ngounié im Süden des Gabun. Sie lebten in unabhängigen Dorfgemeinschaften, die lediglich in Clans und Familien unterteilt wurden. Für den sozialen Zusammenhalt spielte die Mukiji-Gesellschaft eine wichtige Rolle, deren Aufgabe es war, die bösartigen Geister des Waldes im Bann zu halten.  
Die Sprache der Bapunu ist das Yipunu. Man trifft auf Sprecher des Yipunu hauptsächlich in den Provinzen Ngounié und Nyanga. Die großen Siedlungszentren sind die Städte Mouila, Ndendé (Ngounié), Tchibanga und Moabi (Nyanga). Heutzutage leben Punu auch in den Städten wie Lambaréné (Moyen-Ogooué) und in der Hauptstadt des Landes, Libreville. In Bezug auf die Anzahl der Sprecher ist das Yipunu auf Rang zwei in der Liste der meistgesprochenen Sprachen Gabuns, direkt hinter dem Fang (Pangwe).